# Andrakata
Andrakata est une commune du nord de Madagascar, appartenant au district d'Andapa, appartenant à la région de Sava, dans la province de Diego-Suarez.

## Économie
Commune agricole, avec 98,5 % de la population qui travaille dans ce secteur. Les cultures sont principalement le riz, la vanille, le café et les haricots.

## Démographie
La population est estimée à environ 15 401 habitants en 2001.